# Grottes du Conventico
 (octobre 2024).
La mise en forme du texte ne suit pas les recommandations de Wikipédia : il faut le « wikifier ».
Les points d'amélioration suivants sont les cas les plus fréquents. Le détail des points à revoir est peut-être précisé sur la page de discussion.
- Les titres sont pré-formatés par le logiciel. Ils ne sont ni en capitales, ni en gras.
- Le texte ne doit pas être écrit en capitales (les noms de famille non plus), ni en gras, ni en italique, ni en « petit »…
- Le gras n'est utilisé que pour surligner le titre de l'article dans l'introduction, une seule fois.
- L'italique est rarement utilisé : mots en langue étrangère, titres d'œuvres, noms de bateaux, etc.
- Les citations ne sont pas en italique mais en corps de texte normal. Elles sont entourées par des guillemets français : « et ».
- Les listes à puces sont à éviter, des paragraphes rédigés étant largement préférés. Les tableaux sont à réserver à la présentation de données structurées (résultats, etc.).
- Les appels de note de bas de page (petits chiffres en exposant, introduits par l'outil «  Source ») sont à placer entre la fin de phrase et le point final[comme ça].
- Les liens internes (vers d'autres articles de Wikipédia) sont à choisir avec parcimonie. Créez des liens vers des articles approfondissant le sujet. Les termes génériques sans rapport avec le sujet sont à éviter, ainsi que les répétitions de liens vers un même terme.
- Les liens externes sont à placer uniquement dans une section « Liens externes », à la fin de l'article. Ces liens sont à choisir avec parcimonie suivant les règles définies. Si un lien sert de source à l'article, son insertion dans le texte est à faire par les notes de bas de page.
- La présentation des références doit suivre les conventions bibliographiques. Il est recommandé d'utiliser les modèles {{Ouvrage}}, {{Chapitre}}, {{Article}}, {{Lien web}} et/ou {{Bibliographie}}. Le mode d'édition visuel peut mettre en forme automatiquement les références.
- Insérer une infobox (cadre d'informations à droite) n'est pas obligatoire pour parachever la mise en page.

Pour une aide détaillée, merci de consulter Aide:Wikification.
Si vous pensez que ces points ont été résolus, vous pouvez retirer ce bandeau et améliorer la mise en forme d'un autre article.
Les grottes du Conventico sont des grottes historiques situées à Melilla la Vieja et sont accessibles depuis le Musée d'Art Sacré, dans la ville espagnole de Melilla et font partie du Complexe historique et artistique de la Ville de Melilla, un Bien d'Intérêt Culturel,.

## Histoire
Initialement grottes naturelles creusées par l'eau dans la Cala de Trápana, elles furent utilisées par les Phéniciens, les Romains, les Arabes pour s'abriter en plaçant leurs navires dans la grande cavité et enfin par les Espagnols, qui creusèrent plusieurs niveaux au-dessus des grottes naturelles au XVIIIe siècle pour stocker de la nourriture, bien que leur utilisation la plus célèbre fut lorsqu'elles furent utilisées pour loger la population pendant le siège de Melilla (1774-1775).
En 1925, avec la construction du port de Melilla, l'anse fut remplie de sable, formant une plage. Entre 1993 et 1995, l'arc parabolique et les murs vers Cala de Trápana ont été construits, puis des voûtes en briques ont été construites au troisième niveau et les rues au-dessus de celles-ci ont été pavées, Miguel Acosta et Concepción, en raison du risque d'effondrement, les rendant accessibles aux visiteurs coïncidant avec le 500e anniversaire de l'occupation espagnole de Melilla avec l'installation de trottoirs en bois. Entre 1998 et 2000, le premier niveau a été étayé et renforcé, tous les niveaux ont été reliés et des toilettes et une station d'épuration ont été construites sous l'escalier qui descend à Trápana.

## Description
Il s'agit d'une gigantesque cavité ouverte, renforcée par un arc parabolique de pierre et de brique et trois niveaux interconnectés, du plus bas au plus haut. La première est constituée de deux nefs entrecroisées et était utilisée comme église, la deuxième, d'un ensemble de pièces reliées entre elles et dotées de fenêtres donnant sur l'extérieur, la troisième étant semblable à la précédente, mais avec des pièces plus petites et plus basses.